# Jewgenija Leonidowna Ruskol
Jewgenija Leonidowna Ruskol, geboren  Jewgenija Leonidowna Sidorowa, (russisch Евгения Леонидовна Рускол, Geburtsname russisch Сидорова; * 13. Februar 1927 in Lugansk; † 29. August 2017) war eine russische Physikerin und Astronomin.

## Leben
Jewgenija Leonidowna studierte an der Universität Moskau mit Abschluss 1949. Darauf arbeitete sie im Institut für Geophysik der Akademie der Wissenschaften der UdSSR (AN-SSSR) zunächst als Aspirantin bei Otto Juljewitsch Schmidt. In dieser Zeit war sie in erster Ehe mit dem gleichaltrigen Ingenieur jüdischer Herkunft Wiktor Issaakowitsch Ruskol verheiratet, mit dem sie 1950 ihren Sohn Alexei bekommen hatte.
1957 wechselte Jewgenija Ruskol in das 1955 aus dem Institut für Geophysik entstandene Institut für Physik der Erde der AN-SSSR, in dem sie wissenschaftliche Hauptmitarbeiterin wurde. Bekannt wurde sie durch ihre Dissertation über die Entstehung des Mondes im Zusammenhang mit der Akkretionstheorie, mit der sie 1976 zum Doktor der physikalisch-mathematischen Wissenschaften promoviert wurde. Sie arbeitete in der Schmidt-Safronow-Gruppe. In Fortführung der Ideen Schmidts entwickelte sie die Theorie der gemeinsamen Entstehung von Erde und Mond als Doppelplanet aus einer Wolke vorplanetarer Materie in der Umgebung der Sonne. Sie untersuchte die Änderungen des Abstands zwischen Erde und Mond und anderer Parameter der Mondumlaufbahn, die aus der Reibung in den Gezeitenbewegungen resultierten, sowie den Einfluss dieser Reibung auf die thermische Geschichte von Erde und Mond. Sie lieferte wichtige Beiträge zur Erforschung der Bildung der Riesenplaneten und ihrer Satellitensysteme. Ihre Arbeiten erschienen in führenden russischen und ausländischen Zeitschriften. Die englische Übersetzung ihrer 1975 erschienenen Monografie über die Entstehung des Mondes wurde von der NASA veröffentlicht.
Ruskol war in zweiter Ehe mit Safronow verheiratet.